# Szczęście Harry’ego
Szczęście Harry’ego (ang. The Fortune Cookie) – amerykańska komedia z 1966 roku w reżyserii Billy’ego Wildera. 
Film był nominowany do Oscara (1966) w czterech kategoriach:
1. Najlepsza scenografia i dekoracje wnętrz
2. Najlepsze zdjęcia
3. Najlepszy scenariusz oryginalny
4. Najlepsza rola drugoplanowa – w tej kategorii statuetkę otrzymał Walter Matthau[1], który był za ten film również nominowany do Złotego Globu.